# Arctosuchus
Arctosuchus es un género extinto de sinápsido gorgonópsido que vivió durante la época del Lopingiense (Pérmico). La especie tipo, A. tigrinus, proviene de la Formación Teekloof (Zona faunística de Tropidostoma) en Karoo, Sudáfrica, aunque se ha considerado que una segunda especie, A. buceros, de la Formación Wolfville (Miembro Superior Wolfville) de Nueva Escocia, Canadá, podría pertenecer también al género, si bien es del Triásico y es probable en cambio pertenezca a un sinápsido indeterminado.
La especie tipo y el único espécimen conocido de A. tigrinus consiste de un cráneo fragmentario y un dentario fragmentario. Los restos de A. buceros no son bien conocidos y posiblemente se han perdido.